# LaGrange (Nowy Jork)
LaGrange – miasto w Stanach Zjednoczonych, w stanie Nowy Jork, w hrabstwie Dutchess.